# Portaluz
Se llama portaluz a un instrumento que se emplea para introducir en dirección cómoda y conveniente un chorro de luz en un lugar oscuro a fin de hacer con él diferentes experimentos sobre la luz ya reflectándola, ya refractándola, ya separando sus rayos de modo que se distingan los colores que la componen.
Este instrumento se compone de un tubo adaptado a una chapa redonda o cuadrada, que se sujeta a un agujero hecho al postigo de la ventana. En un agujero abierto en medio de esta chapa, gira un aro que en caso necesario puede recibir una lente y que tiene en su circunferencia dos varitas planas de metal sobre cuyas extremidades está asegurado un espejo plano por cuyo medio se consigue introducir un chorro de luz solar en el tubo. El espejo se maneja desde el interior mediante un tornillo sin fin. Se presenta el espejo al sol, después se le da la inclinación conveniente para que el chorro de luz reflejado en este espejo entre directamente en el tubo. Este chorro de luz introducido de este modo en un lugar oscuro sirve para los experimentos que con él se quieran hacer.